# 양정화 (성우)
양정화(梁靜花, 1970년 11월 27일 ~ )는 대한민국의 성우로, 1995년 CJ ENM 성우극회 공채 1기로 입사했다.

## 약력
부산광역시 출생으로, 혈액형은 AB형이다. 동아대학교를 졸업하였다. 1995년 투니버스 1기 공채 성우로 입사, 《고인돌 가족 플린스톤》 라디오 DJ역으로 데뷔하였다. 1998년 10월부터 프리랜서로 활동하고 있다.

## 출연 작품
굵은 글씨는 메인 캐릭터.

### 현재 방송 중인 작품
- 히어로 써클 시즌 2 - 빈센트
- 안녕 자두야 시즌 5 - 자두 엄마, 양재현
- 신비아파트 시즌 5 - 금비
- 헬로 카봇 - 차탄 엄마, 황장군, M라인, Q라인
- 명탐정 코난 - 베르무트 (가끔씩 녹음 중)

### TV 애니메이션
- 바이트초이카 2020@ Choirock Contents Factory - 차신
- 엄마 찾아 삼천리 (챔프TV) - 마르코 로시
- D4 프린세스 (투니버스) - 루리드 도리스
- 건담 빌드 파이터즈 (애니박스) - 마오
- xxxHOLIC (애니박스) - 이치하라 유코
  - xxxHOLIC 2 (애니박스) - 이치하라 유코
  - 로리락 (EBS) - 아이리스 (시즌 1)
- 강철의 연금술사 BROTHERHOOD (애니박스) - 올리비에
- 개구리 중사 케로로 (투니버스) - 케로로
- 건방진 천사 (퀴니) - 아마츠카 메구미
- 검볼 (카툰네트워크) - 니콜 워터슨, 마사미
- 고스트 바둑왕 (투니버스) - 신도우 히카루
- 몬스터 하이 (투니버스) - 드라큘라우라 캐티 블랙
- 괴도 조커 - 조커
- 터닝메카드 W (KBS) - 데미안, 피코
- 터닝메카드 W: 반다인의 비밀 (투니버스) - 데미안, 피코
- 괴짜가족 (투니버스) - 배채라, 엽기 엄마
- 구름빵 (KBS) - 홍비
- 장난을 잘 치는 타카기 양 (애니맥스) - 니시카타
- 그 남자! 그 여자! (투니버스) - 윤나림
- 기동무투전 G건담 (투니버스) - 레인 미키
- 칼리메로 (투니버스) - 칼리메로 (1994-2022)  프리스실라 (2023)
- 꼬마공주 유시  - 에르셀 여왕, 베스, 차우
- 걸리시 넘버 (투니버스) - 소노 모모카
- 꾸러기 상상여행 (EBS) - 푸아
- 꿈빛 파티시엘 (투니버스) - 원가온
- 나루토 질풍전 (투니버스) - 테루이 메이(5대 미즈카게)
- 내 친구 우비소년 (KBS) - 우비소년
- 냉장고 나라 코코몽 (EBS) - 아로미
- 닌자의 왕 (애니맥스) - 로쿠죠 미하루
- 다!다!다! (투니버스) - 바바
- 드래곤볼Z  - 치치, 차오즈, 덴데
- 디스크 전사 어벤져스 - 강한빛
- 디지몬 크로스워즈 (대원방송) - 최산해
- 따라해요 붐치키붐 (KBS) - 붐키
- 라인 타운 (디즈니채널) - 제시카
- 란마1/2 (투니버스) - 여자 란마
- 로보카 폴리 (EBS) - 헬리, 포스티
  - 폴리와 함께하는 교통안전 이야기 - 두기, 수지, 샐리
  - 로이와 함께하는 소방안전 이야기, 엠버와 함께하는 생활안전 이야기 - 찰스
- 로젠메이든 (퀴니) - 스이긴토
  - 로젠메이든 트로이멘트 (퀴니) - 스이긴토
- 레미제라블
- 레이브 (투니버스) - 레이나
- 꼬마 히어로 슈퍼잭 - 잭,다크잭
- 레카 삼국지 (MBC) - 호리, 하우연, 순욱
- 록맨 에그제 (투니버스) - 핑키
  - 록맨 에그제 스트림 (투니버스) - 핑키
  - 록맨 에그제 엑서스 (투니버스) - 핑키
- 마법돼지 핑키 (투니버스) - 도니
- 마법의 스테이지 팬시라라 (투니버스) - 정다솔 / 라라
- 마이 리틀 포니: 우정은 마법 (투니버스) - 셀레스티아 공주, 스위티벨, 스미스 할머니
- 마이티B (닉코리아) - 베씨
- 마일로 머피의 법칙 (디즈니채널) - 멜리사 체이스
- 메탈베이블레이드 (투니버스) - 장군, 반디
- 명탐정 코난 (투니버스) - 베르무트, 샤론 빈야드
- 몬스터 팜  - 홀리
- 무적코털 보보보 (투니버스) - 이까스 뀌리
- 미르모 퐁퐁퐁  - 무르모, 신재아
- 미소의 세상 (투니버스) - 노미소
  - 미소의 세상 스페셜 (투니버스) - 노미소
- 미소녀 전사 익셀리온 (투니버스) - 마리
- 미호 이야기 (투니버스) - 난명, 화호
- 미키마우스 클럽하우스(2020년경 부터) - 투들즈
- 바람의 검심 (애니원) - 유리, 산타, 하리
- 배틀짱 (투니버스) - 마릴린 캐리, 반 딕트 신기
- 뱀파이어 프린세스 (애니박스) - 미나 체페슈
- 베리베리 뮤우뮤우  - 배레
- 베이블레이드 버스트 (투니버스) - 루이
- 부릉! 부릉! 브루미즈 (EBS) - 스피더, 스마일리
- 붐이담이 부릉부릉 (MBC) - 붐이
- 블러드 플러스 (애니맥스) - 사야
- 사랑은 정말 (투니버스) - 맹공희
- 사무라이 참프루 (투니버스) - 휴
- 샤머닉 프린세스 (애니맥스) - 티아라
- 선계전 봉신연의 (투니버스) - 달기
- 세토의 신부 (투니버스) - 세토 산
- 소년 음양사 (애니맥스) - 아베노 마사히로
- 수호전사 맥스맨 (KBS2) - 스킬라
- 슈팅 바쿠간 (투니버스) - 단오
  - 슈팅 바쿠간 BG (투니버스) - 단오
- 스캔2고  - 강세찬
- 스마일 프리큐어! (애니박스) - 김다솜 / 큐어 해피, 배드엔드 해피
- 스피어즈 (MBC) - 한나연(텔시아)
- 슬랩업 파티 아라드 전기 (챔프) - 익시아
- 신기동전기 건담 W (투니버스) - 카트르 라버바 위너
- 신비의 세계 엘하자드 (투니버스) - 이프리타
- 신비한 별의 쌍둥이 공주 꼬옥! (투니버스) - 비빈
- 시크릿타운 (투니버스) - 탄이
- 신의탑 (애니플러스) - 라헬
- 아깨비의 과학여행 (KBS)
- 아기공룡 둘리 (2009년) 투니버스) - 도우너
- 아바타 - 아앙의 전설 (니켈로디언) - 아줄라 공주, 수키
- 아즈망가 대왕 (투니버스) - 맹순정(부산댁)
- 안녕 자두야 투니버스) - 엄마(이난향), 양재현
  - 안녕 자두야 스페셜 (투니버스) - 바다마녀
- 엔젤릭 레이어 (투니버스) - 송다영
- 엔젤 테일즈 (애니맥스) - 금붕어 란
- 영혼기병 라젠카 (MBC) - 마누
- 오란고교 사교클럽 (투니버스) - 에클레르 토넬
- 올림포스 가디언  - 이오, 암소
- 왕도둑 징 (투니버스) - 로제, 미라벨
- 외계돼지 피피 (투니버스) - 피피
- 원피스 3D2Y 스페셜 (투니버스) - 보아 행콕
- 유유백서 (애니박스) - 염라대왕 주니어
- 음양대전기 (투니버스) - 타치바나 리쿠
- 일지매  - 중전
- 이누야샤 (투니버스) - 쟈코츠
- 작은 눈의 요정 슈가 (투니버스) - 크레타, 미란다
- 작은 눈의 요정 슈가 TV 스폐셜 (투니버스) - 크레타, 미란다
- 쥬로링 동물탐정 (KBS) -  건이, 아이린
- 지구방위가족 (투니버스) - 가영
- 창작 애니메이션 스페셜  - 민석
- 초속변형 자이로제타 (투니버스) - 사영명, 가윤서
- 최강전사 미니특공대 (EBS, 투니버스) - 볼트, 바이올렛
- 츠바사 크로니클 (투니버스) - 유코
- 치로와 친구들  (챔프) - 치로, 내레이션, 꼬꼬 아줌마
- 치즈 스위트 홈 (투니버스) - 김요랑
- 침푸이 (투니버스) - 진애리
- 카드캡터 체리 재더빙 (투니버스) - 케로
- 캐릭캐릭 체인지 (투니버스) - 세라, 유노, 유이의 엄마, 앤디, 유진, 겨울
  - 캐릭캐릭 체인지 두근두근 (투니버스) - 세라, 유타
  - 캐릭캐릭 체인지 파티 (투니버스) - 세라
- 코드 료코 (애니맥스) - 아엘리타
- 탐정학원 Q (투니버스) - 큐
- 토라도라 (애니맥스) - 타카스 야스코, 나나코
- 투하트 (투니버스) - 신아영
- 트랙시티  - 라인에어
- 클로버 4/3 (네오필름) - 정혜진
- 파워캐치 완다 - 마이티
- 파워퍼프걸 Z (카툰네트워크) - 모모 / 하이퍼 블로섬, 브릭 (27화 ~ 52화까지)
- 판타스틱 칠드런 (애니맥스) - 헬가
- 팬다와 친구들의 모험 (투니버스) - 타이거렛
- 팽이전사 자이로카  - 강우주
- 페이트/스테이 나이트 (애니맥스) - 세이버
- 포켓몬스터 THE ORIGIN (투니버스) - 레드
- 프란체스코의 아름다운 세상 (투니버스) - 플로렛
- 플리즈 티처 (애니박스) - 카자미 미즈호
- 플리즈 트윈즈 (애니박스) - 카자미 미즈호
- 하야테처럼 (애니맥스) - 아야사키 하야테
- 하얀마음 백구  - 이혜진
- 해피해피 다마고치! (대원방송) - 마메치
- 해피하모니 다마고치! (대원방송) - 마메치
- 히어로스쿨Z (투니버스) - 방구
- 신비아파트 시리즈 (투니버스) - 금비, 청목형형
- 헨델과 그레텔 (투니버스) - 엄마
- 헬로 카봇 (KBS) - 전다해, 황장군, M라인, Q라인
- 헬로 카봇 쿵 (카툰네트워크) - 티라쿵
- 혈액형에 관한 간단한 고찰 (니켈로디언) - 해설
- 도깨비언덕에 왜 왔니? (투니버스) - 동쪽 여왕
- 오스카 오케스트라 (투니버스) - 나레이션
- 오! 패밀리 (투니버스) - 막내딸
- 호리 (투니버스) - 시보레
- 엄지공주의 모험 (투니버스)
- 출동! 메가트레인 (투니버스) - 미나
- 바이오캅 윙고 (MBC) - 방울 고스트
- 진 샤프트 (애니맥스) - 레미 레비스트로스
- 졸업 - 세일러 빅토리 (애니맥스) - 지은
- 케빈이 잠든 사이에 (투니버스) - 포크
- 우주탐사대 (투니버스)
- 사이버맨 8 (투니버스) - 샘
- 바람을 본 소년 (투니버스) - 아모
- 영원의 나라 게쉬탈트 (투니버스) - 유리
- X사건 미녀탐정 (투니버스) - 한누리
- 해피 럭키 깜짝맨 (카툰네트워크) - 팔팔이
- 부기팝은 웃지 않는다 (투니버스) - 연화
- 엄마는 4학년 (투니버스) - 예리
- 무적 철가방 (투니버스) - 칸나즈키 메구미
- 초기동전설 다이나기가 (투니버스) - 한별
- 로라와 버지니아 (니켈로디언) - 포피
- 우당탕 무술학교  - 미코
- 요괴학원 Y ~N과의 조우~ (투니버스) - 지묘한
- 빠뿌야 놀자 (KBS) - 빠뿌
- 새콤달콤 캐치! 티니핑 (재능TV) - 뿌뿌핑
- 이겨라! 얏타맨  - 치루치루 미치루
- 슬레이어즈 TRY (투니버스) - 세라 / 라이라 / 안나 / 피스맨의 레이카
- 이트맨 98 (투니버스)
- 엑스 드라이버 (투니버스) - TJ
- 전설의 마법 쿠루쿠루 (투니버스) - 비선 / 마리나
- 몬스터 (투니버스) - 빔
- 육가네 6쌍둥이 (카툰네트워크) - 육허둥/깐돌
- 아가사 크리스티의 명탐정 포와로와 마플 (투니버스) - 진 인스토우
- 에어마스터 (투니버스) - 미호
- 천공전사 젠키 (투니버스)
- 멜티랜서 (투니버스) - 나나
- 여신전사 (투니버스) - 리프림
- 구름처럼 바람처럼 (투니버스) - 홍엽
- 또봇 V (KBS) - 로지 공주, 로비
  - 또봇 V 시즌 2 (KBS) - 오필승
- 비밀♥비밀의 에그엔젤 코코밍 (디즈니채널) - 지니밍, 박하나, 무슈 뭉그밍, 슈슈밍, 미소 할머니
- 반짝반짝 해피★ 열려라! 코코밍 (디즈니채널) - 지니밍
- 바벨 2세 (투니버스) - 유미라
- 헤라클레스 (KBS)
- 기신병단 (투니버스)
- 자이언트 로보 (투니버스) - 은령 / 사니
- 울프스 레인 (투니버스) - 하울
- 상상꾸러기 모나 (투니버스) - 모나
- 전쟁과 축구 (투니버스) - 애니
- 자니 브라보 (투니버스)
- 은장기공 오디안 (투니버스) - 테라 / 힐다
- 시끌벅적 토마토 트윈스 (투니버스) - 티앤
- 떴다! 방울이 (투니버스) - 핑키
- 카우보이 비밥 (투니버스) - 에드
- 골판지 전사 더블 (투니버스) - 이하늘
- 코라의 전설 (니켈로디언) - 린 베이퐁, 이키
- 럭키프레드 (투니버스) - 코키 / 교장
- 쿵푸 팬더: 전설의 마스터 (니켈로디언) - 바이퍼, 토끼
- 크로스파이트 비드맨 (투니버스) - 카이트 / 조안나 선생님
- 토리코 (카툰네트워크) - 마츠 / 치루 / 어린시절 토리코
- 탐험 드리랜드 (투니버스) - 포론
- 뛰뛰빵빵 구조대2 (KBS) - 뛰뛰
- 웨딩피치 (투니버스) - 카츄샤
- 별의 목소리 (투니버스) - 미나
- 흑마녀 나가신다 (투니버스) - 유태루
- 베리 VS 프라이미벌 - 단오, 배레티, 아이리
- 최강! 탑플레이트  - 손태양
- 썬더캣츠 (카툰네트워크) - 치타라 / 스내프
- 몬스터 vs 에일리언 (니켈로디언) - 핑키
- 지파이터스 (투니버스) - 강린
- 퓨처카드 버디파이트 (투니버스) - 왕힘찬
- 로보텍스 (KBS) - 유석 / 미니메인프레임
- 괴도 조커 (카툰네트워크) - 조커
- 꾸러기 상상여행 (EBS) - 푸아
- 달려라 카카 (EBS) - 카카
- 뚜바뚜바 눈보리 (EBS) - 제티보리
- 로보카 폴리 (EBS) - 헬리 / 두기 / 수지 / 포스티
- 로켓보이 (EBS) - 로켓보이
- 머털도사 (EBS) - 마리 / 떠리 / 활화령 / 다네
- 몬스터 트럭 메테오 (EBS) - 싸이렌
- 빨간 트랙터 통통 (EBS) - 붕붕이
- 샘샘은 꼬마 슈퍼맨 (EBS) - 샘샘
- 야호 응가네 (EBS) - 나무리
- 우당탕탕 아이쿠 (EBS) - 비비
- 이너레인저 (EBS) - 이안 / 리사
- 칙칙폭폭 처깅턴 (EBS) - 브루노
- 아이 엠 스타! (투니버스) - 아랑
- fate/stay night - 세이버
- 달콤달콤 짜릿짜릿 (투니버스) - 이이다 코토리
- 플라워링 하트 (EBS) - 슈엘, 나기찬, 진아리 엄마
- 몬스터헌터 스토리즈 라이드온 (카툰네트워크) - 류트
- 에어로버 (MBC) - 션
- 시노스톤 (KBS1) - 봉
- 벅스봇 이그니션 (투니버스) - 헤라클레스
- 로이와 함께하는 소방안전 이야기 - 헬리
- 엠버와 함께하는 생활안전 이야기 - 헬리
- 포켓몬스터 (투니버스, 재능TV) - 도트의 어머니, 칠리
- GON - 도도

### OVA
- 고스트 메신저 - 바리낭자
- 꼬마마법사 레미 비밀편 (투니버스) - 도레미
- 사쿠라대전 앵화현란 OVA (애니박스) - 사쿠라
- 캡틴 테일러 OVA (투니버스) - 아젤린
- 퀸즈블레이드 OVA - 아이리
- 마법천사 루비 OVA (투니버스) - 루비
- 대운동회 OVA (투니버스) - 앤지 디아나
- 프리파라 3기 - 쥬리, 페퍼

### 영화 애니메이션
- 극장판 터닝메카드 W: 블랙미러의 부활 - 데미안
- 극장판 헌터X헌터:팬텀루즈 - 파이로
- 명탐정 코난: 코난 실종사건 : 사상 최악의 이틀 - 나나
- 최강전사 미니 특공대: 새로운 악당의 습격
- 생각보다 맑은 - 티티
- 극장판 쥬로링 동물탐정 - 건, 아이린
- 극장판 뛰뛰빵빵 구조대 미션: 둥둥이를 구하라! - 뛰뛰
- 극장판 고스트 메신저 - 바리낭자
- 극장판 썬더일레븐 GO VS 골판지 전사 W - 이하늘
- 극장판 헬로 카봇: 백악기 시대 (MOVIE) - 짱짱 / 전다해 / 장군 / M라인
- 극장판 헬로 카봇: 옴파로스 섬의 비밀 (MOVIE) - 전다해 / 장군 / M라인
- xxxHOLIC 극장판 - 한 여름의 꿈 (애니박스) - 이치하라 유코
- 개구리 중사 케로로 극장판
- 개구리 중사 케로로 - 최종병기 키루루  - 케로로
- 케로로 TV 스페셜 - 최종병기 키루루 (투니버스)  - 케로로
- 개구리중사 케로로 스페셜 (투니버스) - 케로로
- 케로로 더 무비: 케로로 VS 케로로 천공대결전 - 케로로
- 케로로 더 무비: 드래곤 워리어 - 케로로
- 케로로 더무비 : 기적의 사차원섬 - 케로로
- 꼬마마녀 요요와 네네 - 다카
- 늑대아이 - 유키
- 덱스터의 실험실 극장판 : 시간여행 (카툰네트워크) - 디디
- 명탐정 코난: 은빛 날개의 마술사 - 연주리
- 아치와 씨팍 - 보자기갱단
- 이누야샤 스페셜 - 거울 속의 몽환성 (투니버스) - 월희 공주
- 토리코 극장판
- 토리코 극장판: 출발! 구르메 어드벤처 (카툰네트워크) - 마츠, 청과물주인
- 토리코X원피스: 최강의 콤비 (카툰네트워크) - 마츠
- 토리코X원피스X드래곤볼Z: 천하 제일 식신대회 (카툰네트워크) - 마츠
- 토리코: 미식신의 스페셜메뉴 - 마츠
- 하급생 - 신토 레이코
- 트라이건 - 카이트
- 발명왕 트레이시 (MBC 무비스) - 트레이시
- 쿵푸 팬더 - 바이퍼
- 쿵푸 팬더 2 - 바이퍼
- 쿵푸 팬더 3 - 바이퍼
- 포켓몬 더 무비 XY: 후파: 광륜의 초마신 - 메아리
- 극장판 안녕 자두야 - 엄마(이난향)
  - 극장판 안녕 자두야 스페셜: 언더 더 씨 - 엄마(이난향), 용왕
- 프리큐어 올스타즈 New Stage 미래의친구 - 큐어 해피/김다솜
- 프리큐어 올스타즈  New Stage 마음의친구 - 큐어 해피/김다솜
- 극장판 에그엔젤 코코밍:푸르밍과 두근두근 코코밍 세계 - 지니밍
- 짱구는 못말려 극장판: 습격!! 외계인 덩덩이 - 덩덩이
- 카드캡터 체리 극장판 2기 봉인된 카드 - 강민지, 최우규
- 마이 리틀 포니: 더 무비 - 셀레스티아 공주
- 신비아파트: 금빛 도깨비와 비밀의 동굴 - 금비
- 극장판 신비아파트: 하늘도깨비 대 요르문간드 - 금비
- 신비아파트 극장판 차원도깨비와 7개의 세계 - 금비
- 극장판 엄마 까투리: 도시로 간 까투리 가족 - 쥐돌이, 닭집주인
- 스트레인지 월드 - 캘리스토 맬

### 웹 애니메이션
- 으쌰으쌰 우비소년 - 우비소년, 뱃살공주, 뺙이, 빠떼루, 미자

### 특수 촬영 드라마
- 가면 라이더 파이즈 (투니버스) - 소노다 마리 (하가 유리아)
- 파워레인저 레스큐 (투니버스) - 옐로 레인저 / 켈시
- 가면라이더 파이즈 (투니버스) - 마리
- 미라클 멜로디 (투니버스) - 마이 엄마, 음악의 여신, 허윤탁

### 외화

#### 드라마
- 로저의 단짝친구들 (EBS) - 로저
- 마법의 나무 (EBS) - 아담
- 말괄량이 마법학교 (투니버스) - 밀리
- 세이디 (투니버스) - 대니 (윌리엄 나이)
- 시험의 신 (투니버스) - 히로시 (나가시마 미츠키)
- 어린이 경찰 (투니버스) - 에나멜
- 완다비전 - 아그네스/애거사 하크니스(캐서린 한) / 로드리게스 요원(셀레나 앤두즈)

#### 영화
- 고스트 독 (SBS)  - 루이스 (트리시아 베시)
- 꿈꾸는 아프리카 (SBS)
- 디 워 - 세라 (아만다 브룩스)
- 러시아워 (SBS) - 수영(줄리아 슈)
- 유포리아 (드라마) (투니버스) - 케이트 데이비스 (시드니 스위니)
- 미 마이셀프 앤드 아이린 (SBS)
- 발렌타인  - 케이트 데이비스 (마리 쉘톤)
- 배트맨 포에버 (SBS)  - 슈가 (드루 베리모어)
- 블랙 팬서 - 라몬다(앤절라 바셋)
- 사랑의 굴레(영어판) (SBS)
- 살아있는 시체들의 밤 1990년판 - 사라 쿠퍼 (헤더 마주르)
- 아이 엠 러브(채널 A) - 베타(일바 로르아처)
- 이브는 대단해 (EBS) - 케이시 (린제이 로한)
- 킬 빌 2 (SBS)  - B. B. (펄라 하니-자딘)
- 라스무스와 방랑자 (EBS) - 라스무스 (에릭 린드그렌)
- 2번 레인의 기적 (EBS) - 저스틴 (프랭키 뮤니즈)
- 레드 노티스 (넷플릭스) - 다스 경관 (리투 아랴)

### 게임
- 건담전기 - 카렌 죠슈아
- 그랜드체이스 - 레이
- 녹스 - 헤쿠바
- 더 킹 오브 파이터즈 2001 - 이진주
- 던전 스트라이커 - 리아나
- 도타 2 - 악령
- 오션 런너 -  범고래
- 두근두근 메모리얼 - 아사히나 유코
- 디아블로3 - 요술사
- 레이디안 - 심연 속으로 - 샤이니아
- 로망레느 - 마가렛, 사쥬
- 리그 오브 레전드 - 애니, 피즈
- 마그나 카르타 - 윌헬미나 린
- 메이플스토리 - 힐라,[1] 프란시스, 지그문트, 돌피, 카산드라, 타나, 아인, 샤렌 4세
- 메이플스토리2 - 제인, 타바사
- 블레이드 앤 소울 - 예하랑, 임현 , 임수장, 박점례
- 사혼곡: 사이렌 - 안노 요리코
- 사커스피리츠 - 노아, 유리, 세레나, 황녀 메이란, 소피, 아르마티, 유피엘
- 센티멘탈 그래피티 - 호시노 아스카
- 소녀 마법사 파르페 - 파르페 슈크렐
- 신세기 에반게리온 강철의 걸프렌드 - 아이다 켄스케, 이부키 마야, 호라키 히카리
- 스타크래프트: 리마스터 - 의무관(Medic)
- 스타크래프트 II: 자유의 날개 - 의무관(Medic)
- 스타프로젝트 온라인 - 김소하, 윌 프리드
- 아이엘 - 마리에타
- 에이지 오브 엠파이어 2: 더 컨커러스 - 히메나 디아즈
- 엘소드 - 청, 대리상인 뮤
- 월드 오브 워크래프트 - 종교재판관 화이트메인, 제이나 프라우드무어
- 진삼국무쌍 3,4 - 월영
- 창세기전 외전 2 - 템페스트 -  메리 팬드래건
  - 창세기전 3 파트 2  - 쥬디 샤크바리
- 천랑열전 - 월하랑
- 킹덤 언더 파이어2 - 올리비아
- 테일즈런너 - 바다
- 테일즈 오브 데스티니2 - 리아라
- 쿠키런: 킹덤 - 용감한 쿠키
- 테일즈위버 - 티치엘 쥬스피앙(오디오 무비)
- 파이터스 클럽 - 레미
- 포토제닉 - 사쿠라이 미나미
- 프린세스 메이커 3 - 우즈, 레온&레론
- 화이트데이: 학교라는 이름의 미궁 - 김성아
- 회색도시 - 권혜연, 장지연
  - 회색도시 2 - 권혜연, 장지연
- 사이퍼즈 - 라이샌더
- 주사위의 신
- 수상한 메신저 - 강제희
- 하얀고양이 프로젝트 - 올리비아
- 애프터 라이프 - 퀸시
- 마피아42 - 성직자, 자경단원
- 샤이닝니키 - 릴리스 여왕
- 카트라이더 러쉬플러스 - 배찌
- 원신 - 중운, 시뇨라

### 인터넷
- 천애 - 수경

### 오디오 드라마 CD
- TheJaRa vol.0 (야해) - 여동생
- 11월 소년 (팀 아나고) - 유솔이
- 갑 - 나미
- 미싱링크 - 배호연 외
- 유랑화사 - 리아

### 오디오 웹툰
- 하루만 네가 되고 싶어 - 메데이아 벨리아르

### 내레이션
- 앙코르 특집 다큐멘터리 (충주MBC)

### CM
- KFC 케로로 버거세트
- KT 1541 콜렉트콜
- 블리자드 월드 오브 워크래프트
- 매일유업 소화가 잘되는 우유
- 유한킴벌리 하기스 매직팬티
- 존슨앤드존슨 밴드에이드
- 지학사 독서평설 키즈
- 한국타이어  (아톰 와 가을 소풍 이야기)

### OST
- Go Go 다섯 쌍둥이 여는 노래
- Go Go 다섯 쌍둥이 2 여는 노래 - 모여라!(WE 3 트랙 수록)
- D4 프린세스 여는 노래 - 드릴로 룬룬 쿠루룬룬
- 개구리 중사 케로로 1기 여는 노래 - 케로로 행진곡
- 개구리 중사 케로로 2기 여는 노래 - 위풍당당 케로로
- 개구리 중사 케로로 4기 여는 노래 - 아싸아싸
- 개구리 중사 케로로 4기 닫는 노래 - 말하자면 막나가기(피쳐링)
- 개구리 중사 케로로 5기 여는 노래 - 치고받고 케로로
- 개구리 중사 케로로 6기 여는 노래 - 케로로 시대
- 개구리 중사 케로로 7기 여는 노래 - 케로로 행진곡 (Final Ver.)
- 꼬마 공주 유시 닫는 노래 - 말할 수 없어요
- 떳다 방울이 주제가
- 마법의 스테이지 팬시라라 여는 노래 - La La La 내 입술에 소망을 담고서
- 마법의 스테이지 팬시라라 닫는 노래 - 행복한 기분
- 선계전 봉신연의 닫는 노래 - Friends
- 스카드 잼 여는 노래 - White lover
- 스카드 잼 닫는 노래 - 언제나 그대를
- 아기와 나 닫는 노래 - With you
- 엔젤릭 레이어 여는 노래 - 항상 마지막처럼(WE 2 트랙 수록)
- 초기동전설 다이나기가 닫는 노래 - 해바라기 밭
- 투하트 여는 노래 - Feeling Heart
- 캐릭캐릭 체인지 닫는 노래 - 나만의 나
- 해피 럭키 깜짝맨 닫는 노래

### 삽입곡
- 기동무투전 G건담 - 엄마의 노래
- 마법의 스테이지 팬시라라 - 마법의 팬시라라, T
- 스마일 프리큐어! - 웃고 웃으면 웃어보자, 최고의 스마일
- 캐릭캐릭 체인지 - 미궁의 버터플라이, 블랙 다이아몬드, Heartful song, 태양이 어울려, 사랑의 멜로디
- 쵸비츠 - I hear everywhere
- 아이 엠 스타! - 연분홍데이 트리퍼 / 사랑에 빠져버린 캬라멜리제

### 라디오
- 애니아이니 DJ

### 방송
- 막이래쇼 (투니버스)

### 기타
- 리스닝부스터 (YBM) 문제 설명
- 에버랜드 - 라시언
- 올레TV - 해설

## 수상 경력
- 투니초이스 2006 여자 성우상